# Nashville (Carolina del Nord)
Nashville è una città degli Stati Uniti d'America situata nella Carolina del Nord, nella Contea di Nash, della quale è anche il capoluogo.